# 名西郡
- 令制国一覧 > 南海道 > 阿波国 > 名西郡
- 日本 > 四国地方 > 徳島県 > 名西郡

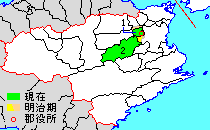
徳島県名西郡の位置（1.石井町 2.神山町 薄黄：後に他郡に編入された区域）

現在の徳島県名西郡
拡大表示（SVGファイル対応ブラウザのみ）

名西郡（みょうざいぐん）は、徳島県（阿波国）の郡。
人口27,887人、面積202.15km²、人口密度138人/km²。（2025年2月1日、推計人口）
以下の2町を含む。
- 石井町（いしいちょう）
- 神山町（かみやまちょう）

人口は約2万9千人であるが、約8割（約24,000人）が石井町に住んでいる。

## 郡域
1879年（明治12年）に行政区画として発足した当時の郡域は、上記2町のほか、下記の区域にあたる。
- 徳島市の一部（国府町西矢野・入田町）
- 板野郡上板町の一部（佐藤塚・第十新田・下六條・上六條・高磯・高瀬・瀬部）

## 歴史
かつては名方郡であったが、寛平8年（896年）に名方郡の東部が名東郡、西部が名西郡として2つに分かれた。また、鎌倉時代中期に一部が名東郡の一部とともに分立して以西郡となったが、寛文4年（1664年）に名東郡に合併された。

### 近世以降の沿革
- 明治初年時点で、全域が阿波徳島藩領であった。「旧高旧領取調帳」に記載されている村は以下の通り。（38村）

入田村、内谷村、矢野村、尼寺村、白鳥村、諏訪村、下浦村、上浦村、石井村、加茂野村、天神村、国実村、大万村、高原村、西覚円村、東覚円村、中島村、高畠村、佐藤塚村、第十村、高瀬村、下六条村、城ノ内村、市楽村、重松村、瀬部村、桜間村、高川原村、広野村、阿川村、鬼籠野村、神領村、左右内村、上山村上分、上山村下分、高磯村、上六条村、南島村
- 明治4年
  - 7月14日（1871年8月29日） - 廃藩置県により徳島県（第1次）の管轄となる。
  - 11月15日（1871年12月26日） - 第1次府県統合により名東県の管轄となる。
- 明治9年（1876年）8月21日 - 第2次府県統合により高知県の管轄となる。
- 明治12年（1879年）
  - 1月4日[1] - 郡区町村編制法の高知県での施行により行政区画としての名西郡が発足。郡役所が石井村に設置。
  - 上山村上分が上分上山村に、上山村下分が下分上山村にそれぞれ改称。
- 明治13年（1880年）3月2日 - 徳島県（第2次）の管轄となる。

### 町村制以降の沿革

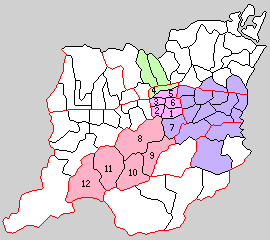
1.石井村 2.浦庄村 3.高原村 4.高志村 5.藍畑村 6.高川原村 7.入田村 8.阿野村 9.鬼籠野村 10.神領村 11.下分上山村 12.上分上山村（紫：徳島市 桃：石井町 赤：神山町 緑：板野郡上板町）

- 明治22年（1889年）10月1日 - 町村制の施行により、以下の各村が発足。（12村）
  - 石井村 ← 石井村、城ノ内村、重松村、白鳥村、尼寺村、内谷村（現・石井町）
  - 浦庄村 ← 下浦村、上浦村、諏訪村、国実村、大万村（現・石井町）
  - 高原村 ← 高原村、中島村（現・石井町）
  - 高志村 ← 瀬部村、高瀬村、高磯村、上六条村、下六条村、佐藤塚村、第十村［一部］（現・板野郡上板町）
  - 藍畑村 ← 西覚円村、東覚円村、高畠村、第十村［大部分］（現・石井町）
  - 高川原村 ← 加茂野村、桜間村、市楽村、高川原村、天神村、南島村（現・石井町）
  - 入田村 ← 入田村、矢野村（現・徳島市）
  - 阿野村 ← 広野村、阿川村（現・神山町）
  - 鬼籠野村（単独村制。現・神山町）
  - 神領村（単独村制。現・神山町）
  - 下分上山村 ← 下分上山村、左右内村（現・神山町）
  - 上分上山村（単独村制。現・神山町）
- 明治24年（1891年）4月1日 - 郡制を施行。
- 明治40年（1907年）11月1日 - 石井村が町制施行して石井町となる。（1町11村）
- 大正12年（1923年）4月1日 - 郡会が廃止。郡役所は存続。
- 大正15年（1926年）7月1日 - 郡役所が廃止。以降は地域区分名称となる。
- 昭和30年（1955年）
  - 1月1日 - 入田村が分割し、一部（矢野）が名東郡国府町、残部（入田）が徳島市にそれぞれ編入。（1町10村）
  - 3月31日（2町）
    - 石井町・浦庄村・高川原村・高原村・藍畑村が合併し、改めて石井町が発足。
    - 阿野村・神領村・鬼籠野村・下分上山村・上分上山村が合併して神山町が発足。
    - 高志村が板野郡大山村・松島町と合併して板野郡上板町が発足。

### 変遷表
| 明治22年10月1日 | 明治22年 - 大正15年  | 昭和1年 - 昭和19年 | 昭和20年 - 昭和29年 | 昭和30年 - 昭和40年                | 昭和41年 - 昭和64年         | 平成1年 - 現在 | 現在          |
| --------------- | -------------------- | ------------------ | ------------------- | ---------------------------------- | --------------------------- | -------------- | ------------- |
| 石井村          | 明治40年11月1日 町制 | 石井町             | 石井町              | 昭和30年3月31日 石井町             | 石井町                      | 石井町         | 石井町        |
| 藍畑村          | 藍畑村               | 藍畑村             | 藍畑村              | 昭和30年3月31日 石井町             | 石井町                      | 石井町         | 石井町        |
| 浦庄村          | 浦庄村               | 浦庄村             | 浦庄村              | 昭和30年3月31日 石井町             | 石井町                      | 石井町         | 石井町        |
| 高原村          | 高原村               | 高原村             | 高原村              | 昭和30年3月31日 石井町             | 石井町                      | 石井町         | 石井町        |
| 高川原村        | 高川原村             | 高川原村           | 高川原村            | 昭和30年3月31日 石井町             | 石井町                      | 石井町         | 石井町        |
| 神領村          | 神領村               | 神領村             | 神領村              | 昭和30年3月31日 神山町             | 神山町                      | 神山町         | 神山町        |
| 阿野村          | 阿野村               | 阿野村             | 阿野村              | 昭和30年3月31日 神山町             | 神山町                      | 神山町         | 神山町        |
| 鬼籠野村        | 鬼籠野村             | 鬼籠野村           | 鬼籠野村            | 昭和30年3月31日 神山町             | 神山町                      | 神山町         | 神山町        |
| 下分上山村      | 下分上山村           | 下分上山村         | 下分上山村          | 昭和30年3月31日 神山町             | 神山町                      | 神山町         | 神山町        |
| 上分上山村      | 上分上山村           | 上分上山村         | 上分上山村          | 昭和30年3月31日 神山町             | 神山町                      | 神山町         | 神山町        |
| 入田村          | 入田村               | 入田村             | 入田村              | 昭和30年1月1日 徳島市に編入        | 徳島市                      | 徳島市         | 徳島市        |
| 入田村          | 入田村               | 入田村             | 入田村              | 昭和30年1月1日 名東郡国府町に編入  | 昭和42年1月1日 徳島市に編入 | 徳島市         | 徳島市        |
| 高志村          | 高志村               | 高志村             | 高志村              | 昭和30年3月31日 板野郡上板町の一部 | 板野郡 上板町               | 板野郡 上板町  | 板野郡 上板町 |

## 行政
高知県名西郡長
| 代 | 氏名 | 就任年月日               | 退任年月日               | 備考         |
| -- | ---- | ------------------------ | ------------------------ | ------------ |
| 1  |      | 明治12年（1879年）1月4日 |                          |              |
|    |      |                          | 明治13年（1880年）3月1日 | 徳島県に移管 |

名西郡長
| 代 | 氏名 | 就任年月日               | 退任年月日                | 備考                   |
| -- | ---- | ------------------------ | ------------------------- | ---------------------- |
| 1  |      | 明治13年（1880年）3月2日 |                           |                        |
|    |      |                          | 大正15年（1926年）6月30日 | 郡役所廃止により、廃官 |